# Кротоне (округ)
Округ Кротоне (итал. Provincia di Crotone) је округ у оквиру покрајине Калабрија у јужном Италији. Седиште округа и покрајине и највеће градско насеље је истоимени град Кротоне.
Површина округа је 1.716 км², а број становника 175.351 (2008. године).

## Природне одлике
Округ Кротоне чини источни део историјске области Калабрија. Он се налази у јужном делу државе, са изласком на Јонско море на истоку. Ту се налази и омања равница уз море. Западни део округа је планински - крајње јужни део планинског ланца Апенина.

## Становништво
По последњим проценама из 2008. године у округу Кротоне живи преко 175.000 становника. Густина насељености је средња, око 100 ст/км². Најбоље насељена је источна Приморски део округа су боље насељен, посебно око града Кротонеа. Планински део на западу је ређе насељен и слабије развијен.
Поред претежног италијанског становништва у округу живе и омањи број досељеника из свих делова света.

## Општине и насеља
У округу Козенца постоји 27 општина (итал. Comuni).
Најважније градско насеље и седиште округа је град Кротоне (61.000 ст.) у источном делу округа. Други по величини је град Изола ди Капо Рицуто (15.000 ст.) у јужном делу округа.